# Littoraria zebra
Espèce
Littoraria zebra est une espèce de mollusques gastéropodes appartenant à la famille des Littorinidae.
- Répartition : Panama.
- Longueur : 2,5 cm.